# Великое Собрание
Великое Собрание, Кне́сет ха-Гдола́ (ивр. אנשי כנסת הגדולה‎) или Великая Синагога — организация, упоминаемая в еврейской традиции, являвшаяся высшим учреждением еврейских мудрецов со времени священника Ездры и еврейского наместника Иудеи Неемии вплоть до времени первосвященства Симона Праведного. Мудрецы Великого Собрания исполняли роль духовных вождей, законодателей, а также были составителями и редакторами Танаха и молитв.

## Мужи Великого Собрания
Малочисленность источников о Великом Собрании и о его членах, а также противоречия, наличествующие в этих источниках, вызвали большие затруднения у исследователей этого периода. В связи с этим некоторые исследователи считали, что это учреждение не существовало вовсе. Также неясно, была ли деятельность этого учреждения в основном религиозно-литературной, или же политической. В целом, речь идет о народном собрании, собиравшемся регулярно во дворе Иерусалимского Храма, обсуждавшем вопросы законодательства, главные проблемы народа и срочные решения в критических ситуациях, подобно народным собраниям в греческих полисах. Существует мнение, что Великое Собрание — это публичные сходки, на которых читалась и изучалась Тора, и давалась клятва, описанные в книге Неемии (Неемия 8-10), во главе которых стоял книжник Ездра. Согласно Хазаль, среди мужей Великого Собрания были и последние пророки: Аггей, Захария и Малахия, а также Мардохей, известный по книге Есфирь. Согласно другому мнению, можно также указать на сходку по поводу коронования Симона-Хасмонея, описанную в первой книге Маккавейской как созыв Великого Собрания (используемое там греческое выражение дословно означает «большое собрание» или «большая сходка»).
Согласно Вавилонскому Талмуду (Мегилла 17b) в момент создания в Великом Собрании насчитывалось 120 мудрецов Израиля. С другой стороны, согласно Иерусалимскому Талмуду (Брахот 2.4), было «сто двадцать старцев, и среди них более восьмидесяти пророков». Число 85 представляется более достоверным, и оно указывается в Иерусалимском Талмуде (Мегилла 1.7).
Некоторые полагают, что такое число было необходимо для достижения согласия всех мудрецов по отношению к этому учреждению в момент его образования. Согласно этой гипотезе, со смертью членов это число уменьшалось, пока не достигло 70 (или 71), то есть числа мудрецов Великого Синедриона, как это принято считать. С тех пор это учреждение функционировало, в принципе, как Великий Синедрион, и если один из членов Великого Собрания умирал, то на его место заступал другой мудрец. По другой версии, это учреждение всегда состояло из 70 богословов (раввинов), и оно должно было выполнять функции Великого Синедриона. Намёк на это содержится в истории о семидесяти старцах (мудрецах), данных в помощь Моисею для руководства народом (Числа, глава 11, стих 17), и во множестве историй в Торе о старейшинах (где иногда упоминается, в самом Танахе или в комментариях к нему, что их было семьдесят). Согласно этой версии Великое Собрание осуществляло религиозное руководство в эпоху возвращения в Сион из Вавилонского плена в течение примерно двухсот лет. Тогда семьдесят его членов составляют Великий Синедрион, являющийся раввинским учреждением, а остальные его члены — учёные и пророки, как Аггей, Захария и Малахия, и во главе его стоит первосвященник (как Симон Праведный, называемый в Мишне Авот 1,2 одним из последних членов Великого Собрания).
Великое Собрание просуществовало, с перерывом, до разрушения Второго Храма. Одними из самых знаменитых его членов были Симон Праведный и рабби Доса бен Гирканос.

## Функции Великого Собрания
Члены Великого Собрания издавали предписания — такканот и гзерот, так называемые де-раббанан. Они определили версии молитвы и благословений (брахот). Вот важнейшие задокументированные постановления:
- Церемония публичного чтения Торы (книга Неемии, глава 8)
- Запрет на смешанные браки (книга Ездры, глава 10)
- Освобождение крестьян и кассация долгов (книга Неемии, глава 5)
- Передача полномочий Иосифу, сыну Товия (Иосиф Флавий. Иудейские древности, 12.4.2)
- Определение основных законов государства Хасмонеев (Первая книга Маккавейская, глава 14)
- Назначение командиров округов во времена Первой Иудейской войны (Иосиф Флавий. Иудейская война, 2.20.3)

Согласно Вавилонскому Талмуду (Бава Батра 16a) именно мужи Великого собрания составили (возможно, имеется в виду составление редакции) книг пророка Иезекииля, Двенадцати малых пророков, пророка Даниила и Есфири.
Великое Собрание было верховным заведением (Бейт-мидрашем) по изучению Торы. Мудрецы Великого собрания фигурируют в начале трактата Авот как связующее звено в цепи передачи Торы, от получения Торы на горе Синай до канонизации Мишны: «Моше получил Тору c Синая и передал её Иегошуа, а Иегошуа — старцам, а старцы пророкам, а пророки передали её мужам Великого Собрания» (Авот 1,1).
Великое Собрание исполняло судебные функции, хотя, согласно галахе, в высшем судебном органе, Синедрионе, должен быть только 71 член. В книге Ездры сказано, что Ездра использовал судебный авторитет «совета старейшин», чтобы принудить вернувшихся из рассеяния подчиняться его указаниям.
В Мишне Авот 1,1 приведены три изречения мудрецов Великого Собрания, указывающие на три его функции:

«…они сказали три вещи: „Будьте осторожны в суде, и воспитайте много учеников, и возводите ограду вокруг Торы“».
Согласно иудейской традиции редактирование текста Танаха и канонизация его книг завершились в эпоху Великого Собрания, одновременно с прекращением прорицания, вопреки позиции, принятой в научных исследованиях, что канонизация Танаха была завершена Синедрионом в Явне. Согласно традиции, по этой причине история Хасмонеев не вошла в Танах, ведь восстание Хасмонеев произошло, как минимум, через несколько поколений после смерти последнего члена Великого Собрания — Симона Праведного.

## Упоминания в Танахе
В книгах Ездры и Неемии приводится описание совета правителей и старейшин, действовавшего вместе с Ездрой и Неемией:

«А кто не придет в течение трёх дней, то, по решению правителей и старейшин, все его имущество будет отобрано, и он будет отлучён от общины переселенцев.» (Книга Ездры, 10.8)

«И возвёл я правителей Иудеи на стену, и принес две большие благодарственные жертвы и повёл шествие поверх стены направо, к Мусорным воротам.» (Книга Неемии, 12,31)